# Guetae Teidoume
Guetae Teidoume est une commune de Mauritanie située dans le département de Tamchekett de la région de Hodh El Gharbi.